# Grămeşti
Grămeşti é uma comuna romena localizada no distrito de Suceava, na região de Moldávia. A comuna possui uma área de 37.27 km² e sua população era de 3098 habitantes segundo o censo de 2007.